# Ellen Rollin
Ellen Rollin (28 maart 1986) is een Vlaamse presentatrice en model. 
Rollin is de helft van een tweeëige tweeling. Ze studeerde af als logopediste en werkt op zelfstandige basis.
In september 2008 werd ze verkozen tot Miss Vlaams-Brabant en daardoor automatisch geselecteerd voor de finale van Miss België 2008. Daar eindigde ze op een 6de plaats. Mede door haar deelname aan Miss België dook ze op in het jubileumnummer van mannenblad Ché (mei 2008). Rollin werkte kort als belspelpresentatrice op VT4 en Vijftv in 2008, in de laatste maanden voor de belspellen definitief van de buis verdwenen.